# Carsten Klomp
Carsten Klomp (* 1965 in Hagen) ist ein deutscher Kirchenmusiker, Komponist und Professor an der Hochschule für Kirchenmusik Heidelberg.

## Leben
Carsten Klomp studierte Schulmusik, Kirchenmusik (A-Examen), Instrumentalpädagogik Klavier sowie Künstlerisches Hauptfach Orgel an der Hochschule für Musik Detmold, außerdem Germanistik an der Universität Bielefeld. Von 1986 bis 1992 war er Kirchenmusiker an der Stiftskirche Herdecke. 1992 wechselte er an die Christuskirche Bremerhaven-Geestemünde. Hier gründete er zusätzlich zur bestehenden Bremerhavener Stadtkantorei den Bremerhavener Kammerchor sowie das Bremerhavener Kammerorchester. 1995 wurde er als Landeskantor (Landeskirchenmusikdirektor) an die Freiburger Ludwigskirche berufen. Hier gründete er die Freiburger Kantorei und das Herdermer Vokalensemble, die er beide bis 2012 leitete. Außerdem initiierte er die ökumenische Orgelkonzertreihe Mit Bach durch die Regio und mit der Stiftung für Musik an der Ludwigskirche die erste kirchenmusikalische Gemeindestiftung Deutschlands. Als Landeskantor gründete er 2005 das „Haus der Kirchenmusik“ im südbadischen Schloss Beuggen, das er auch während seiner 2012 angetretenen Professur an der Heidelberger Hochschule für Kirchenmusik bis Ende 2019 leitete.
1997 erhielt er einen Lehrauftrag an der Hochschule für Musik Freiburg, 1998 einen weiteren an der Hochschule für Kirchenmusik Heidelberg. 2000 wurde er an der Freiburger Musikhochschule zum Professor ernannt und leitete dort bis 2012 eine Improvisationklasse. Vom Wintersemester 2012/2013 bis September 2024 hatte er eine Orgelprofessur an der Hochschule für Kirchenmusik Heidelberg inne. Daneben arbeitete Klomp als Kirchenmusiker an der Heidelberger Peterskirche, wo er den Kammerchor der Peterskirche gründete und die Schaffung und Erweiterung der Doppel-Orgelanlage initiierte, die 2025 beendet wurde. Im Oktober 2024 wechselte er wieder in das kirchenmusikalische Hauptamt zurück und ist seit dem Bezirkskantor des Evangelischen Kirchenbezirks Wertheim und Kantor der Wertheimer Stiftskirche.
Klomp komponiert vornehmlich geistliche Werke, die im Bärenreiter-Verlag, im Strube-Verlag sowie weiteren Verlagen, z. B. im Carus-Verlag und Helbling-Verlag erschienen. Seit 2000 ist er einer der Herausgeber der Fachzeitschrift Forum Kirchenmusik, seit 2023 ist er Schriftleiter der Zeitschrift. Im Bärenreiter-Verlag gab er die europaweit rezipierte Notenreihe organ + one heraus, die mit zehn Bänden abgeschlossen ist, sowie gemeinsam mit Heiko Petersen die Heftreihe organ + brass. 2018 erschien im Bärenreiter-Verlag das zweibändige Ökumenische Orgelbuch, das Klomp gemeinsam mit Markus Karas herausgab und das mit über 550 Seiten zu den größten Sammlungen mit neu komponierten Choralvorspielen nach dem Zweiten Weltkrieg in Deutschland gehört. Ebenfalls 2018 erschien im Butz-Verlag (Bonn) der erste Band seiner Orgelschule Orgelspiel von Anfang an, der nach einem Jahr in die zweite Auflage ging und mittlerweile vielfach aufgelegt und ins Englische transkribiert wurde. Der zweite Band ist im Jahr 2021 erschienen.
2008 nahm er an der Stumm/Goll-Orgel der Stadtkirche Karlsruhe-Durlach die CD Feuerwerk für eine Orgel mit Choralwerken aus drei Jahrhunderten, darunter überwiegend eigene Werke, auf, die beim Label von Oliver Wölbern erschien. In der Freiburger Ludwigskirche spielte er eine CD mit seiner eigenen Orgelbearbeitung der Bachschen Goldberg-Variationen ein. Außerdem nahm er gemeinsam mit dem Raschèr Saxophonquartett eine CD mit Bachs Kunst der Fuge sowie weitere CDs gemeinsam mit seinem Duopartner, dem Trompeter Rudolf Mahni, und der Raschèr-Sopransaxofonistin Christine Rall auf. In der Peterskirche wurden mehrere Video-Aufnahmen (darunter die Goldberg-Variationen) erstellt, die auf youtube zu finden sind.
Er ist mit Pfarrerin Wibke Klomp (Dekanin im Kirchenbezirk Wertheim) verheiratet und hat zwei Kinder.